# Fritz Brukner
Fritz Brukner (* 3. August 1881 in Wien; † 4. Juli 1944 ebenda) war ein österreichischer Theaterwissenschaftler, Literaturwissenschaftler und Sammler.
Brukner entstammte einer reichen jüdischen Industriellenfamilie. Nach seinem Jus-Studium forschte er vornehmlich im Bereich der Wiener Theatergeschichte. Seine bedeutende Viennensia- und Theatersammlung wurde von den Nationalsozialisten auf Betreiben von Joseph Gregor der ÖNB einverleibt, seinen Erben nach dem Zweiten Weltkrieg jedoch wieder restituiert.

## Veröffentlichungen (Auswahl)
- Fritz Brukner (Hrsg.): Ferdinand Raimund in der Dichtung seiner Zeitgenossen. Wien 1905 (Digitalisat).
- Eduard Castle und Fritz Brukner (Hrsg.): Ferdinand Raimund. Sämtliche Werke. Wien 1908.
- Fritz Brukner (Hrsg.): Johann Nestroys ausgewählte Werke. Vier Teile in einem Bande. Leipzig 1910 (Digitalisat).
- Fritz Brukner und Otto Rommel (Hrsg.): Johann Nestroy. Sämtliche Werke. Historisch-kritische Gesamtausgabe (in zwölf [bzw. 15] Bänden), Wien 1924–1930.